# Cooran

S
Cooran – miasto w Australii, w stanie Queensland.